# Mont Pelvo
Le mont Pelvo est une montagne qui s'élève à 2 770 ou 2 771 m d'altitude dans les Alpes cottiennes, dans la région du Piémont, en Italie. Il se trouve au sud-est du col du Finestre entre le val de Suse et le val Cluson.
À son sommet convergent les territoires des communes d'Usseaux, Fenestrelle et de Méans, toutes dans la ville métropolitaine de Turin.
Le Pelvo est situé dans le parc naturel Orsiera-Rocciavrè.

## Toponymie
Le nom Pelvo est assez répandu dans les Alpes occidentales et vient d'un mot ligure désignant une montagne rocheuse escarpée.

## Géographie
La montagne se compose de trois crêtes qui convergent vers le point culminant. Celle au nord-ouest, légèrement inclinée, est reliée au mont Français Pelouxe (it) tandis que l'arête sud-ouest, sur laquelle se dresse le fort Serre Marie (1 894 m), s'oriente vers le val Cluson. La crête orientale se dirige vers le mont Orsiera.
Les trois versants entre ces arêtes sont très raides. Alors que le versant ouest est principalement détritique, celui au nord est caractérisé par des roches brisées et instables. Le versant méridional, face au val Cluson, est caractérisé pour une série de barres rocheuses qui interrompent, dans son cours supérieur, une pente herbeuse raide.
Sur le sommet est érigée une croix métallique.

## Itinéraire d'ascension

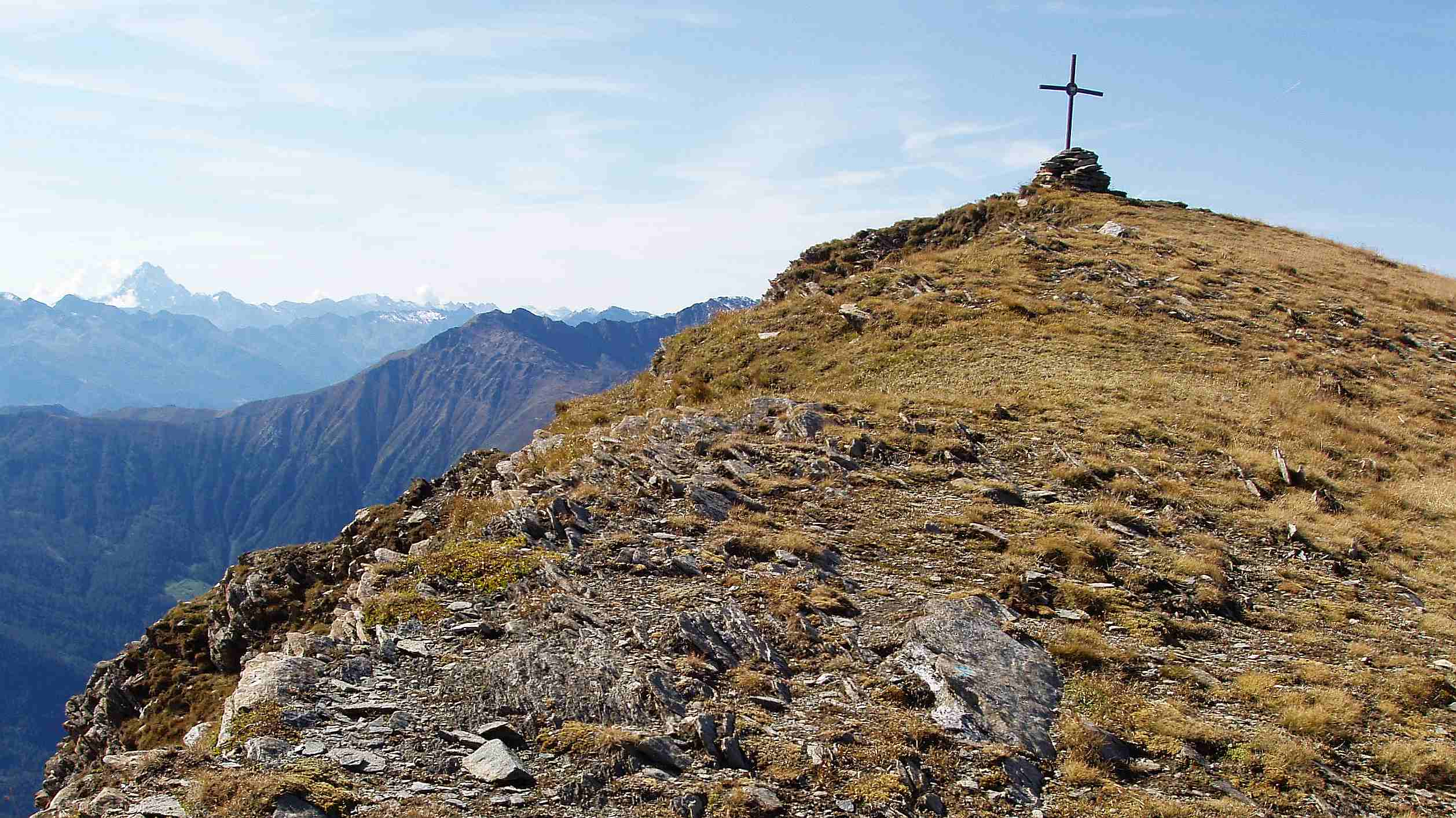
Vue de la croix sommitale avec le mont Viso en arrière-plan.

L'ascension normale a lieu sur le sentier qui traverse la crête orientale à partir d'un petit col, accessible sans difficulté par le val Cluson (fort Serre Marie) ou depuis le val de Suse. Les crêtes nord-ouest et sud-ouest sont également praticables, mais avec prudence.